# خرچنگ آبی
خَرچَنگ آبی جانوری سخت‌پوست است که در اصل در آب‌های غرب اقیانوس اطلس و خلیج مکزیک زندگی می‌کند.
خرچنگ آبی احتمالاً از طریق آب توازن کشتی‌ها به اروپا، شمال آفریقا و جنوب غربی آسیا منتقل شده است.
خرچنگ آبی با نام علمی Callinectes sapidus گونه‌ای از خرچنگ‌های ده‌پای شناگر است که به خانوادهٔ Portunidae تعلق دارد. ویژگی‌های متمایزکنندهٔ این جنس نسبت به سایر خرچنگ‌های شناگر، نداشتن خار غضروفی درونی در بخشی از پنجه به نام کارپوس (بخش میانی پنجه) و همچنین شکل Tمانند شکم نرها است.
این خرچنگ‌ها گازی شدید و دردناک می‌گیرند و جانورانی خشن و تندخو هستند. در زبان محلی بندرعباس به آن سینگو می‌گویند و در گویش بوشهری گَبگو نامیده می‌شود.

## ریخت‌شناسی
خرچنگ‌های آبی ۱۰ پا دارند و جفت عقبی پاهای آن‌ها پارویی شکل است. که معمولاً قسمت بالای آن زیتونی یا سبز متمایل به آبی است، چنگال‌ها در قسمت زیرین آبی روشن هستند. این خرچنگ‌ها بااستفاده از سه جفت پاهای میانی که دارای نوک تیز هستند راه می‌رود. این جانور از چنگال‌های گازانبری برای دفاع از خود و شکار بهره می‌گیرد.
خرچنگ‌های آبی تغییر شکل جنسی آشکاری را نشان می‌دهند. خرچنگ‌های آبی نر شکم T شکل دارند که به سادگی از ماده‌های هم سن قابل تشخیص هستند. ماده‌های نابالغ شکم‌های مثلثی‌شکل با بندهای به‌هم‌جوش‌خورده دارند، با این وجود در پوست‌اندازی نهایی یا جنسی (پوست‌اندازی و آغاز بلوغ جنسی) شکم ماده‌های بالغ پهن و گرد می‌شود.
خرچنگ آبی می‌تواند تا عرض ۲۳ سانتی‌متر (۹ اینچ) در بخش لاک پشتی رشد کند. این گونه دارای دوریختی جنسی است؛ یعنی نر و مادهٔ آن از نظر ظاهری تفاوت دارند و به‌راحتی می‌توان آن‌ها را از طریق شکل شکم (که به آن «پیش‌بند» گفته می‌شود) و رنگ پنجه‌ها از یکدیگر تشخیص داد. شکم نرها بلند و باریک است، اما شکم ماده‌های بالغ پهن و گرد می‌شود. برای یادسپاری، این نکته رایج است که شکم نر شبیه بنای یادبود واشینگتن و شکم مادهٔ بالغ شبیه گنبد کاخ کنگرهٔ آمریکا است.
تفاوت رنگ پنجه‌ها کمتر مشهود است. انگشت ثابت پنجه‌های نر به رنگ آبی با نوک قرمز است، در حالی که در ماده‌ها، این انگشت نارنجی با نوک بنفش است. همچنین شکم ماده‌ها با بلوغ تغییر می‌کند: ماده‌های نابالغ شکمی مثلثی دارند، ولی در ماده‌های بالغ این ناحیه گرد می‌شود.
گونه‌های دیگری از جنس Callinectes وجود دارند که به دلیل شباهت ظاهری و هم‌پوشانی زیست‌گاهی ممکن است با خرچنگ آبی اشتباه گرفته شوند. یکی از آن‌ها خرچنگ آبی کوچک (C. similis) است که بیشتر در نواحی دورتر از ساحل زندگی می‌کند و لاکش دانه‌دانه و صاف‌تر است. نرهای این گونه رنگ سفید خال‌خالی روی پاهای شناگر دارند و ماده‌ها بخش‌هایی بنفش‌رنگ در سطوح درونی پنجه‌ها نشان می‌دهند.
خرچنگ آبی همچنین از نظر تعداد دندان‌های جلویی لاک پشتی از گونهٔ دیگری به نام C. ornatus قابل تمایز است: خرچنگ آبی چهار دندان جلویی دارد، در حالی که C. ornatus شش دندان جلویی دارد.
رنگ آبی خرچنگ ناشی از وجود چندین رنگ‌دانه در پوستهٔ آن است، از جمله آلفا-کروستاسیانین که با رنگ‌دانهٔ قرمز آستاکسانتین واکنش می‌دهد و ترکیبی سبزآبی ایجاد می‌کند. هنگامی که خرچنگ پخته می‌شود، آلفا-کروستاسیانین از بین می‌رود و فقط آستاکسانتین باقی می‌ماند، که رنگ خرچنگ را به نارنجی-قرمز درخشان تبدیل می‌کند.
مطالعه‌ای در سال ۱۹۷۵ به سرپرستی شریدن نشان داد که ترکیبات آلی کلر مانند ددت می‌توانند به اندام گوارشی-کبدی خرچنگ آبی منتقل شوند. آن‌ها دریافتند که ددت در این خرچنگ به دو ترکیب دیگر یعنی دی‌کلرودی‌فنیل‌دی‌کلرواتیلن (DDE) و دی‌کلرودی‌فنیل‌دی‌کلرواتان (DDD) تبدیل می‌شود.